# Ernest Crépel
Pour les articles homonymes, voir Crépel.
Ernest Crépel, né le 16 avril 1856 à Russin (Suisse) et mort le 12 décembre 1933 à Pougny (France), est un homme politique français.

## Biographie
Industriel, il est maire de Pougny et conseiller général du canton de Collonges. Il est député de l'Ain de 1908 à 1919, inscrit au groupe de la Gauche radicale.

## Distinctions
- Chevalier de la Légion d'honneur (14 janvier 1922)

## Sources
- « Ernest Crépel », dans le Dictionnaire des parlementaires français (1889-1940), sous la direction de Jean Jolly, PUF, 1960 [détail de l’édition]